# Esporte Clube Teresópolis
O Esporte Clube Teresópolis é um clube de futebol de salão da cidade de Teresópolis, no estado do Rio de Janeiro. Foi fundada em 17 de julho de 2003. Comanda seus jogos no Ginásio Pedro Rage Jahara.
Em 2008 usa na Liga Brasileira de Futsal o nome de  Teresópolis/Dal Ponte, em parceria com a marca esportiva Dal Ponte.
O Esporte Clube Teresópolis também é usado para jogos como Interclasse escolares, e nessas eleições de 2022 foi usado para fazer seções com urnas eleitorais.